# Menhir von Oberröblingen
Der Menhir von Oberröblingen war ein vorgeschichtlicher Menhir bei Oberröblingen, einem Ortsteil von Sangerhausen im Landkreis Mansfeld-Südharz, Sachsen-Anhalt. Er wurde in der ersten Hälfte des 20. Jahrhunderts zerstört.

## Lage
Der Stein befand sich auf der linken Seite des Weges von Oberröblingen nach Sangerhausen.

## Beschreibung
Der Menhir bestand aus Kieselquarz. Zu seinen Maßen liegen keine Angaben vor. Der Stein lief in einer Spitze aus und wies ein Loch mit einem Durchmesser von 3 Zoll (ca. 9 cm) auf, was ihm das Aussehen einer großen Steinaxt verlieh. Er wurde 1909 noch als existent beschrieben. Waldtraut Schrickel konnte ihn um 1957 nicht mehr ausfindig machen, er muss also in der Zwischenzeit zerstört worden sein.
Funde aus der Umgebung des Menhirs stammen aus der Jungsteinzeit (darunter Funde der Schönfelder Kultur) und aus der Vollbronzezeit.